# وانغ شيان ليانغ
وانغ شيان ليانغ (بالصينية: 王献良) (و. 1957 – 2020 م) هو سياسي صيني، كان عضوًا في الحزب الشيوعي الصيني، توفي في المستشفى المركزي في ووهان، بسبب المرض التنفسي الحاد المرتبط بفيروس كورونا المستجد 2019.